# تداخل آران‌ای

نحوه تحویل shRNAها توسط لنتی‌ویروس و سازوکار تداخل آراِن‌اِی در سلول‌های پستانداران

تداخل آراِن‌اِی (به انگلیسی: RNA Interference) (RNAi)، فرایند زیست‌شناختی‌ست که طی آن مولکول‌های آران‌ای، بیان ژن یا ترجمه را با خنثی‌سازی مولکول‌های آران‌ای پیام‌رسان هدف، مهار می‌کنند. از نظر تاریخی، RNAi با نام‌های دیگری چون این موارد شناخته می‌شده‌است: هم-سرکوب‌گر (Co-suppression)، خاموش‌سازی پسا-رونویسی ژن (Post-transcriptional gene silencing) یا (PTGS) و فرونشانی (Quelling). مطالعهٔ مفصل هرکدام از این فرایندهای به ظاهر متفاوت نشان داد که هویت ذاتی این پدیده‌ها همگی RNAi بوده‌اند. اندرو فایر و کریگ ملو جایزه ۲۰۰۶ نوبل فیزیولوژی یا پزشکی را در ۱۹۹۸ میلادی به خاطر کارشان بر روی تداخل آراِن‌اِی در نماتدی به‌نام کرم الگانس دریافت کردند. از زمان کشف RNAi و پتانسیل تنظیم‌کنندگی‌اش، مشخص شده که RNAi پتانسیل زیادی در سرکوب ژن‌های مورد نظر را دارا است. اکنون RNAi را در سرکوب ژنی، نسبت به درمان آنتی-سنس، دقیق‌تر، مؤثرتر، و پایدارتر می‌دانند. با این‌حال، آراِن‌اِی آنتی‌سنسی که به‌وسیلهٔ یک ناقل بیانی تولید می‌گردد را می‌توان توسعه داد تا به‌عنوان عوامل درمانی نوین، کاربردهای جدیدی پیدا کند.
دو نوع مولکول آراِن‌اِی کوچک، یعنی ریزآران‌ای (miRNA) و آراِن‌اِی کوچک مداخله‌گر (siRNA)، در فرایند تداخل آراِن‌اِی نقش محوری دارند. آراِن‌اِی‌ها محصولات مستقیم ژن‌ها هستند و آراِن‌اِی‌های کوچکی که ذکرشان رفت، قادر هستند تا با ایجاد کمپلکس‌های آنزیمی، آران‌ای پیام‌رسان (mRNA) را تجزیه کرده و بدین شکل با جلوگیری از ترجمهٔ آن‌ها از طریق خاموش‌سازی ژنی پسا-رونویسی، فعالیتشان را کاهش دهد. به علاوه، رونویسی را از طریق سازوکار خاموش‌سازی که توسط فرایند تداخل آراِن‌اِی صورت می‌پذیرد، می‌توان مهار کرد؛ کمپلکس آنزیمی در این فرایند، متیلاسیون دی‌ان‌ای را در موقعیت‌های ژنومی که مکمل siRNA یا miRNA کمپلکس شده باشند، کاتالیز می‌کند. تداخل آراِن‌اِی نقش مهمی را در دفاع از سلول در مقابل توالی‌های نوکلئوتیدی متخاصم (همچون ویروس‌ها یا ترنسپوزون‌ها) ایفا می‌کند. همچنین این فرایند بر روی تکوین مؤثر است.
مسیر RNAi در بسیاری از یوکاریوت‌ها شامل جانوران یافت می‌گردد، و توسط آنزیم خردکننده (Dicer) که رشتهٔ دوتایی بلند آراِن‌اِی (dsRNA) را می‌شکافد، راه‌اندازی شده و آران‌ای دورشته‌ای را به قطعات کوتاهی که در حدود ۲۱ نوکلئوتید طول دارند و به‌صورت دو-رشته‌ای هستند، تکه‌تکه می‌کنند. هر siRNA به دو آراِن‌اِی تک-رشته‌ای بازشده (ssRNA) که یکی را رشتهٔ رهرو (Passenger strand) و دیگری را رشتهٔ راهنما (Guide strand) می‌نامند. رشتهٔ رهرو تجزیه شده و رشتهٔ راهنما به کمپلکس خاموش‌گر القاء شده توسط آراِن‌اِی (یا RISC) می‌پیوندد. شناخته‌شده‌ترین آن‌ها «خاموش‌گری ژنی پسا-رونویسی» است که بیش از همه مورد مطالعه واقع شده و زمانی رخ می‌دهد که رشتهٔ راهنما با توالی مکملی در یک مولکول آران‌ای پیام‌رسان جفت شده و گسست با آرگونوات ۲ (Ago2)، که مؤلفهٔ کاتالیزی RISC است را القاء می‌نماید. در برخی از جانداران، با وجود این، که غلظت‌های مولی اولیه siRNA محدود هستند، این فرایند به‌صورت سیستماتیک پخش می‌گردد.
RNAi، هم در کشت سلولی و هم در جانداران، ابزار تحقیقاتی با ارزشی به‌شمار می‌رود، چرا که آراِن‌اِی دورشته‌ای معرفی‌شده به سلول‌ها قادر است به‌صورت انتخابی و قدرتمندانه، سرکوب ژن‌های مدنظر را القاء کنند. RNAi ممکن است جهت غربال‌گری‌های مقیاس بزرگ مورد استفاده واقع شود، که در آن هر ژن درون سلول را به صورت سیستماتیک خاموش کرده و بدین شکل به شناسایی اجزاء لازم جهت فرایند یا رویداد سلولی خاصی چون تقسیم سلولی کمک می‌کند. از این مسیر به‌عنوان ابزاری عملی در زیست‌فناوری، پزشکی و تهیهٔ حشره‌کش‌ها نیز استفاده می‌شود.